# Dorfkirche Wijk aan Zee

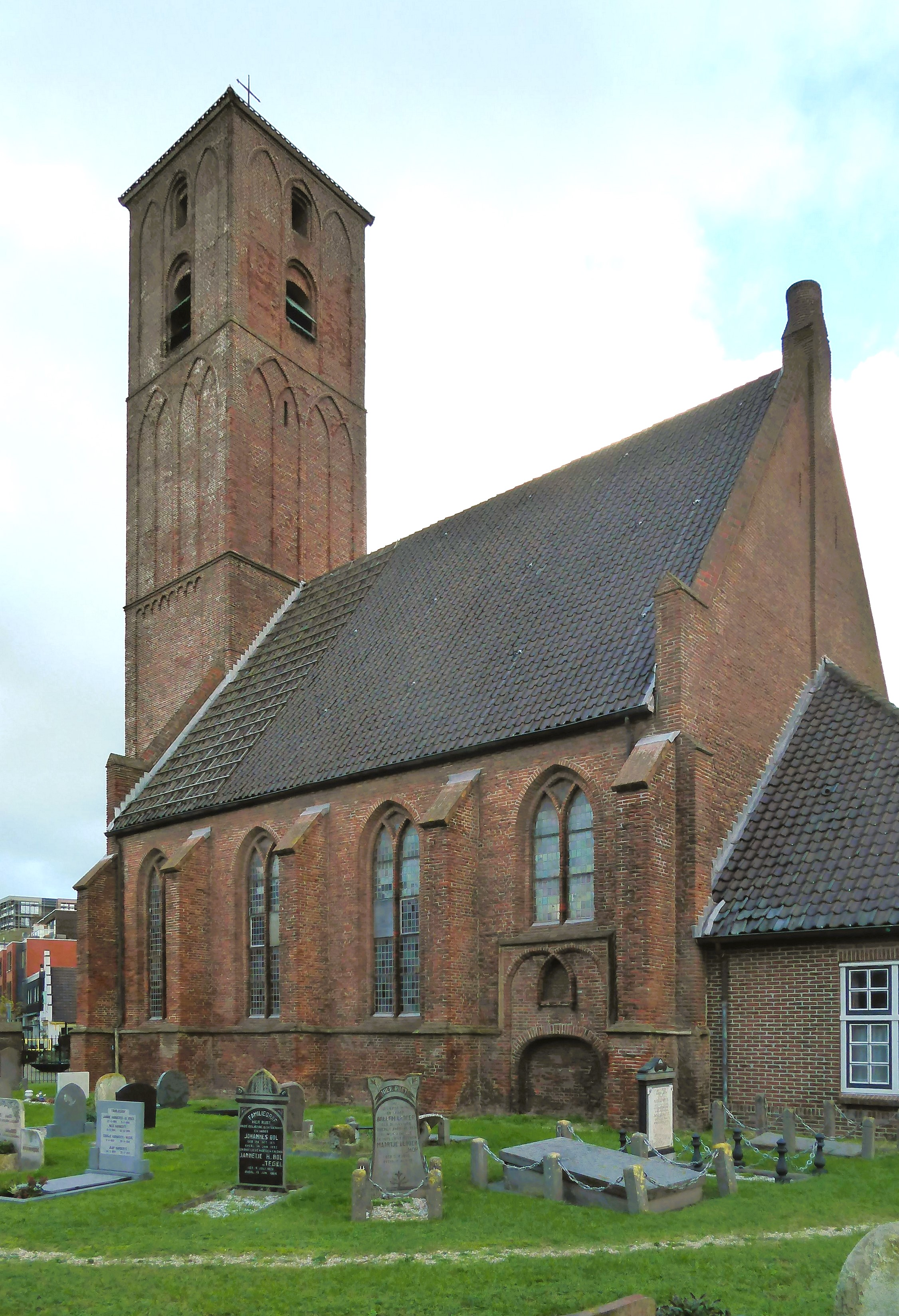
Dorfkirche in Wijk aan Zee

Die Dorfkirche (niederländisch Dorpskerk) ist ein Kirchengebäude der Protestantischen Kirche in den Niederlanden in Wijk aan Zee in der Provinz Nordholland. Die Kirche ist als Rijksmonument eingestuft.

## Einordnung
Die Dorfkirche wurde in Zeit und Stil der Gotik ganz aus Backstein errichtet und ist damit, wie mehr als 700 Bauwerke in den Niederlanden, der Backsteingotik zuzurechnen, auch wenn ihr Ostgiebel nicht die für die norddeutsche Variante der Backsteingotik typischen Schmuckformen aufweist, weil er erst im 20. Jahrhundert errichtet wurde.

## Geschichte
Errichtet wurde das Gotteshaus 1420 mit kreuzförmigem Grundriss aus Langhaus, Querhaus und Chor und war ursprünglich zu Ehren des heiligen Odulphus geweiht. Im Achtzigjährigen Krieg wurde sie 1573 stark beschädigt, aber doch 1601 von der neu konstituierten reformierten Kirchengemeinde übernommen. Wiederhergestellt wurden 1609 nur das vierjochige Langhaus und der Turm. Der Chor, der für reformierte Gottesdienste keine Bedeutung hatte, und das Querhaus verschwanden. Bis zu der Renovierung von 1936/1937 hatte das Schiff nach Osten hin ein Walmdach.